# 伊文酒店
伊文酒店是位于美國纽约市第六大道和30街交口的一栋摩天大楼。